# Kistelek
Kistelek is een plaats (város) en gemeente in het Hongaarse comitaat Csongrád. Kistelek telt 7374 inwoners (2007).